# ジャイアンツ プレ&ポストゲームショー
『ジャイアンツ プレゲームショー』は、2015年度から、プロ野球セントラル・リーグ、読売ジャイアンツの東京ドーム主管試合開催日に日テレジータスで放送する読売ジャイアンツ専門の情報ワイド番組である。
これまで、日テレジータスでは、巨人主管・東京ドーム開催試合の一部で、『巨人練習中「直生」』と題した、試合前の事前練習の模様を放送する番組と、BS日テレの開局時には同時放送で『速報!!デジナマ巨人』というハイライト番組を放送していたが、2015年からは試合開始前と試合終了後に、試合前後の選手の表情や、選手談話、試合のハイライト番組を放送することになった。2020年以降、新型コロナウイルス感染拡大の影響と「ソーシャルディスタンス」を採る観点から、ポストゲームショー(「先出し」含む)は無くなり（事実上の打ち切り）、プレゲームショーのみとなり、また『直生』とキャストをまとめている（解説者の出演も一部の例外はあるが、原則として無くなった）。
放送は日テレと資本関係がある東京ケーブルネットワーク（TCN）の提携により、東京ドーム内の特設スタジオから放送される（番組中の字幕は中継映像以外はTCN仕様のフォントが使われている）。
但し8月の特定の1カードについては、汐留本社での「超☆汐留パラダイス」で当番組解説者によるパブリックビューイングイベントが行われているため、汐留本社のスタジオ（本来は『徳光和夫の週刊ジャイアンツ』の生放送で使用するスタジオ）から放送が行われている。

## 基本の放送時間
- ジャイアンツ プレゲームショー 試合開始1時間前〜15分前（45分）
  - レギュラーシーズンに加え、ポストシーズンに進出した場合でも、レギュラーシーズンに準じた体裁で同様の放送が行われる。
- 2023年以降、試合開始30分前～15分前（15分）の放送となり、下述のテーマ曲は流れない。また、EPG上は『DRAMATIC BASEBALL（西暦） 「巨人×（対戦チーム）」』と表示される。

## 放送内容
- 試合ハイライト・展望
- 会場に来られたファンへのインタビュー
- 解説者が選ぶ激!アツG戦士（ポストゲームショーのみ。2020年以降は休止状態。）

## 特記事項
- 「ポストゲームショー」は試合の進行状況により開始時間を延期する場合があるほか、土・日曜の一部試合ではMoto GP世界選手権や、IAAFダイヤモンドリーグ（陸上競技）が放送される場合、それらの関係で、定時番組枠としての「ポストゲームショー」を放送しない日がある。
- また、定時放送の終了予定時間（試合開始4時間後）よりも前に早く試合が終了した場合は「先出し!! ポストゲームショー」をフィラーとして放送するため、実質「ポストゲームショー」の時間が延長となる（この場合でも、アンダーアーマー協賛は試合開始4時間後からで、それまではノンスポンサーである）。土・日に上記のイベントの開催・放送の都合で定時番組の「ポストゲームショー」が休止となる場合、極端に試合が長引かなければ「先出し!! ポストゲームショー」は放送されるため事実上の代替となる。
- なお、再放送は基本的に行わないが、試合当日深夜（デーゲームは夜間のゴールデンタイム枠になる場合有。まれに編成の都合で翌日廻しになることもある）に行う中継そのもののディレイ（再放送）での「先出し!! ポストゲームショー」については再放送される。
- 東京ドーム以外で行われる地方での巨人主管開催、およびビジター（阪神・広島戦）の放送カードである場合は当番組は放送せず、試合終了後は直ちに従来の「GIANTS in 東京ドーム」をフィラー放送するが、まれに東京ドームでの主管試合が長引いた場合にも左記番組を流す場合がある。さらに、東京ドーム巨人1軍主催試合が極端に早く終了し、定刻まで時間が余った場合[3]は本番組開始を16時59分か17時04分（デーゲームの場合）又は20時59分（ナイトゲームの場合）にし、その時間まで、「GIANTS in 東京ドーム」を流すケースもある。なお、先述の通り、2020年から「プレ…」のみとなった為、旧来の「先出し!!」の時間帯に「GIANTS in 東京ドーム」を放送する（試合終了時間によっては「過去のホームランセレクション」などを前に放送する場合がある）。

## 出演
- 『DRAMATIC BASEBALL』に出演する日本テレビ系列の野球解説者数名のローテーション

解説者
- 篠塚和典
- 村田真一
- 清水隆行
- 高橋尚成
- 岡島秀樹
- 山口鉄也
- 西村健太朗
  - 高橋はNHK BS1・TBSラジオ兼任であるが、日テレ系の放送は日テレジータスのみである。

MC
- 阿出川浩之

※2015・16年度は主にプレ・ゲームショーは日テレアナウンサー、ポスト・ゲームショーは阿出川が担当していたが、2017年度からプレ・ゲームも阿出川が担当するようになった。なお阿出川は東京ドームでの主管試合開始前に、同球場前の東京ドームシティーで行われるホームゲームイベントの司会を担当しており、その模様がプレ・ゲームショーで度々登場している。2023年は阿出川のみの出演となる。
アシスタント・レポーター
- 佐藤由季 (2015年 - )
- 阿部智帆 (2018年 - 2019年)
  - 2023年は『プレ…』には、出演しない。

ゲスト
- 糸井重里（2015年8月28日・巨人対中日戦。この日、糸井が編集長を務めるウェブ新聞「ほぼ日刊イトイ新聞」と巨人軍がコラボレーションした「野球で遊ぼう!2015」[4]が開催され、試合終了後東京ドームの特設会場を訪れた。なお当日は会場内ミニFMを開局し、日テレジータス専属解説の古城ともども試合の解説を行った）

主題歌
- 崎谷健次郎「it's show time!」（2023年は使用せず）